# Luis Guillermo Echeverri Abad
Luis Guillermo Echeverri Abad (Jericó, 19 de julio de 1908-Bogotá, 12 de agosto de 1963) fue un político y abogado colombiano, quien se desempeñó como Ministro de Correos y Telégrafos de ese país.

## Biografía
Nacido en Jericó en julio de 1908, era hijo de Manuel Echeverri Ochoa y de María Abad Restrepo. Realizó la educación primaria en su pueblo natal y se graduó de Bachiller del Colegio San Ignacio, de Medellín. Se graduó de Derecho de la Universidad de Antioquia.
En el campo político, fue Secretario de Gobierno y de Hacienda de Medellín antes de llegar a Alcalde de esa ciudad a finales de 1934, hasta septiembre de 1935. De allí pasó a diputado a la Asamblea Departamental de Antioquia en 1936 y Gobernador Encargado de Antioquia en julio de 1941. Así mismo, durante el segundo Gobierno de Alfonso López Pumarejo se desempeñó como Ministro de Correos y Telégrafos entre 1944 y 1945. También fue legislador en el Congreso Nacional, sirviendo como Representante a la Cámara por Antioquia y Senador.
En las décadas de 1940 y 1950 fue profesor de Derecho en la Universidad de Antioquia, al tiempo que alternaba su trabajo como diplomático en varios países de América y Europa. En el plano empresarial fue Gerente de la Cooperativa de Municipalidades de Antioquia, fundador del Fondo Ganadero de Antioquia y miembro de las Juntas Directivas del Banco de Colombia, de Paños Colombia y del Comité Nacional de Cafeteros. Falleció en Bogotá en agosto de 1963.
Fue autor de varios libros sobre la cuestión agraria colombiana, siendo el más conocido el libro Problemas del Campo (1960). Casado con Lucía Correa Arango, de esta unión nacieron cuatro hijos: Héctor, Fabio, Olga Lucía y María Rebeca Echeverri Correa. Héctor llegó a ser Presidente del Congreso y Fabio fue un destacado empresario.